# Vtours
Die vtours GmbH ist ein deutscher Reiseveranstalter mit Sitz in Aschaffenburg. Anders als klassische Veranstalter bietet vtours Produkte aus der dynamischen Paketierung an.

## Geschichte
Vtours wurde im April 2004 von Tobias Wolfshohl und Achim Schneider gegründet. Die ersten Vertriebspartner für vtours waren Online-Reiseportale wie opodo.de, travelchannel.de und onlineweg.de. Die erste Reise wurde im September 2004 verkauft. Das Produkt setzte sich schnell am Markt durch und wurde auf allen größeren Reiseportalen, wie auch im Ausland, buchbar.
Das Portfolio wurde über die Jahre erweitert. Zu vtour gehören die Marken urlaubstransfers.de und „vfly“, sowie „vfamily“ und vistamare.de. Ab 2008 übernahm vtours die Abwicklung der x-Produkte für die Marke Tjaereborg Indi der REWE Touristik. 2010 umfasst diese Kooperation mit der REWE Touristik auch die Marke ITS-INDI. Auch TUI nutzte vtours für sein neues x-Produkt unter der Marke X1-2-Fly.
2019 wurde vtours von Hotelplan übernommen.

## Auszeichnungen
Vom Wirtschaftsmagazin Focus Money wird vtours im März 2013 das Siegel Günstiger Veranstalter verliehen. Im Preisvergleich für Pauschalreisen wurden 85 Veranstalter-Marken mit Angeboten in 15 beliebten Ferienregionen getestet.
Juni 2013: vtours zählt zu Bayerns Best 50 und wird als Preisträger vom Bayerischen Staatsministerium für Wirtschaft in München als mittelständisches Unternehmen für besonderes Wachstum ausgezeichnet.